# ۴۶ (پیش از میلاد)
۴۶ (پیش از میلاد) ۴۶مین سال قبل از تقویم میلادی است.